# 芝健介
芝 健介（しば けんすけ、1947年10月23日 - ）は、日本の歴史学者。専門はドイツ現代史、とくにナチス研究。東京女子大学名誉教授。

## 略歴
愛媛県生まれ。東京大学法学部政治学科卒業後、東京大学大学院社会学研究科博士課程修了。國學院大學文学部助教授、東京女子大学現代教養学部教授を歴任。

## 著書

### 単著
- 『武装SS――ナチスもう一つの暴力装置』（講談社選書メチエ, 1995年）
- 『ヒトラーのニュルンベルク――第三帝国の光と闇』（吉川弘文館<歴史文化ライブラリー>, 2000年）
- 『ホロコースト――ナチスによるユダヤ人大量殺戮の全貌』（中央公論新社［中公新書］, 2008年）
- 『武装親衛隊とジェノサイド――暴力装置のメタモルフォーゼ』（有志舎, 2008年）
- 『ニュルンベルク裁判』（岩波書店, 2015年）
- 『ヒトラー 虚像の独裁者』（岩波新書, 2021年）

### 共著
- 『1939――ドイツ第三帝国と第二次世界大戦』（同文舘出版, 1989年）
  - 井上茂子・木畑和子・永岑三千輝・矢野久と

### 訳書
- ノルベルト・フライ『総統国家――ナチスの支配 1933-1945年』（岩波書店, 1994年）
- レニ・ブレンナー『ファシズム時代のシオニズム』（法政大学出版局 叢書・ウニベルシタス, 2001年）
- P・シェットラー編『ナチズムと歴史家たち』（名古屋大学出版会, 2001年）
- メアリー・フルブルック『二つのドイツ　1945-1990』（岩波書店, 2009年）
- ゲッツ・アリー『ヒトラーの国民国家――強奪・人種戦争・国民的社会主義』（岩波書店, 2012年）